# Seddera fastigiata
Seddera fastigiata är en vindeväxtart som först beskrevs av Isaac Bayley Balfour, och fick sitt nu gällande namn av Verdcourt. Seddera fastigiata ingår i släktet Seddera och familjen vindeväxter. Inga underarter finns listade i Catalogue of Life.